# 秘魯亞馬遜地區

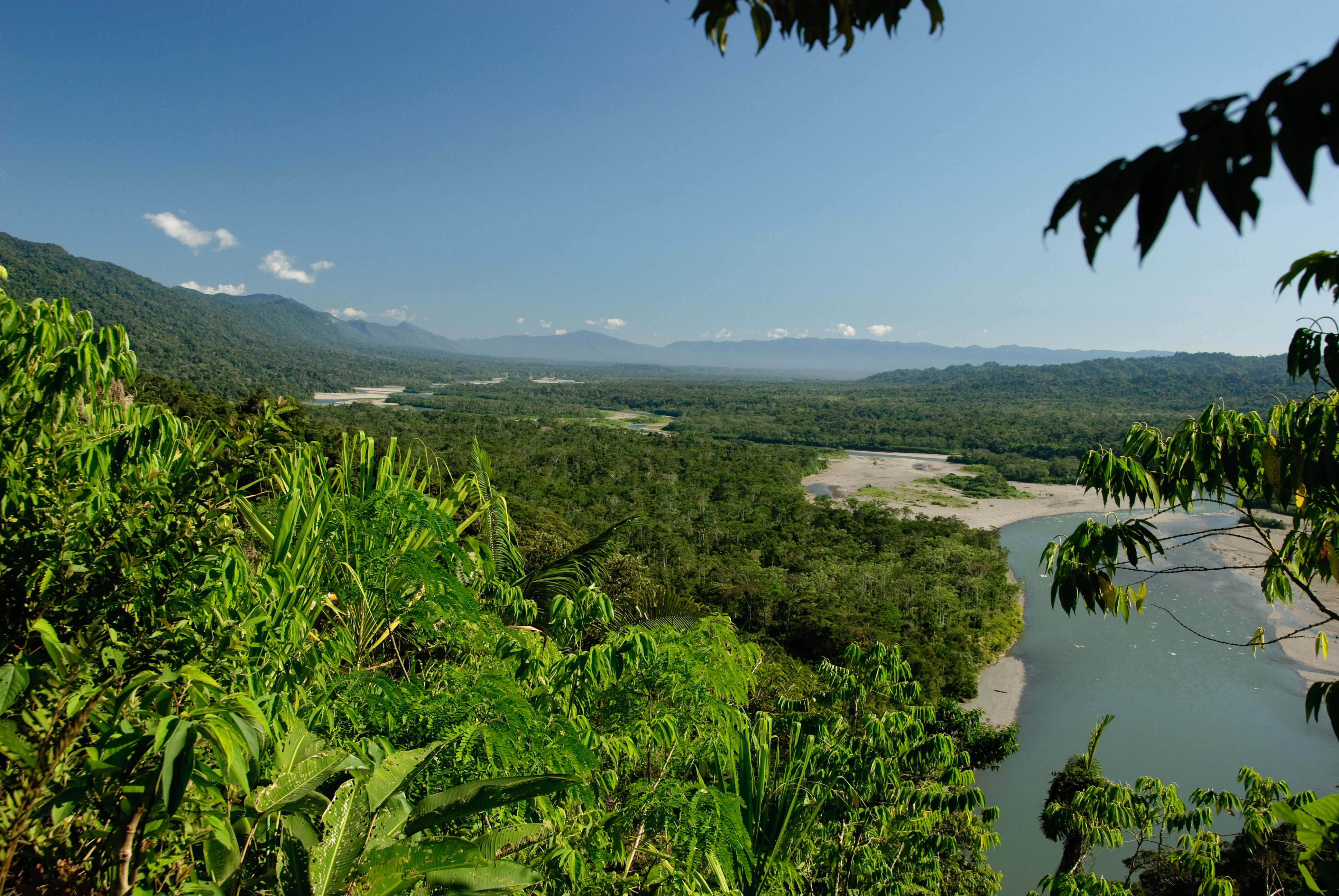
馬努國家公園的亞馬遜雨林

秘魯亞馬遜地區（西班牙語：Amazonía del Perú）是秘魯的亞馬遜雨林地區，位於安地斯山脈以東，秘魯與厄瓜多、哥倫比亞、巴西和玻利維亞的邊界。秘魯擁有繼巴西亞馬遜之後第二大亞馬遜雨林。

## 面積範圍
秘魯大部分領土被安第斯山脈東側的茂密森林覆蓋，但只有5%的秘魯人生活在該地區。秘魯60%以上的領土被亞馬遜雨林覆蓋，比其他國家都多。
根據秘魯亞馬遜研究所（Instituto de Investigaciones de la Amazonía Peruana，IIAP）的數據，秘魯亞馬遜的面積範圍描述如下：
- 生態標準：782,880.55平方公里（佔秘魯領土的60.91%，約佔整個亞馬遜叢林的11.05%）。
- 水文標準或流域標準：96,922.47平方公里（秘魯領土的75.31%和整個亞馬遜流域的約 16.13%）。